# Eduard Ševardnadze
Eduard Amvrosijevič Ševardnadze (gruzijski :ედუარდ შევარდნაძე, IPA : ɛduɑrd ʃɛvɑrdnɑdzɛ) (25. siječnja 1928. – 7. srpnja 2014.) bio je gruzijski političar.

## Životopis
Eduard Ambrosis dze Ševardnadze rođen je u mjestu Mamati u zapadnoj Gruziji. Ševardnadze se obrazovao u Državnom pedagoškom institutu u mjestu Kutaisi. Njegovu ranu karijeru obilježava uspon kroz Komsomol, od 1946. do 1957. godine. Ševardnadze se pridružio komunističkoj stranci 1948. godine i postao član Vrhovnog sovjeta Gruzijske Sovjetske Socijalističke Republike (GSSR). Godine 1968. imenovan je gruzijskim ministrom unutarnjih poslova, a na tom mjestu ostao je sve do 1972. godine.
Ševardnadzeovu kampanju protiv kriminala i političke korupcije zapazila je savezna vlada u Moskvi koja ga je imenovala generalnim sekretarom gruzijske komunističke stranke 1972. godine. Četiri godine kasnije (1976.) postao je član Centralnog komiteta Komunističke partije SSSR-a. Samo dan nakon što je postao član Politbiroa 1985. godine imenovan je ministrom vanjskih poslova Sovjetskog Saveza. Njegove bliske osobne i ideološke veze s predsjednikom komunističke stranke Mihailom Gorbačovom (kasnije, u periodu od 1988. – 1991., šefom države) vjerojatno je utjecalo na njegovo imenovanje. Kao ministar vanjskih poslova, Ševardnadze je mijenjao sliku o Sovjetskom Savezu. Prema novom mišljenju Gorbačovljeve administracije, antagonizam prema kapitalističkim zemaljama zamijenjen je suradnjom i kompromisima. Podrška nacionalnim osobodilačkim pokretima i financijska podrška komunističkim režimima poput onoga na Kubi radikalno je smanjena. Ekonomski eksperimenti i demokratske promjene u
Zemlje u Istočnoj Europi ohrabrivane su od strane Sovjetskog Saveza, a što je vodilo ka padu komunističkih vlada u tim zemljama. Ševardnadze je bio žestoki zagovornik povlačenja sovjetskih vojnika iz Afganistana, što je dovršeno u veljači 1989. godine. Također se zalagao za smanjenje naoružanja, kako konvencionalnog tako i nuklearnog. Sudjelovao je i u pripremama sastanaka između Gorbačova i predsjednika Sjedinjenih Država Ronalda Reagana u Švicarskoj (1985.) i na Islandu (1986.).
Godine 1990. Ševardnadze je podnio ostavku na mjestu ministra vanjskih poslova kako bi upozorio sovjetski parlament da zemlji prijeti vojna diktatura. Nakon neuspjelog državnog udara u studenome 1991. ponovo je imenovan ministrom vanjskih poslova. Na tom mjestu je ostao do narednog mjeseca kada je raspušten Sovjetski Savez. Godine 1992. Ševardnadze je izabran za predsjednika Državnog vijeća sada nezavisne republike Gruzije. Kasnije iste godine na referendumu potvrđeno mu je to mjesto s više od 90 % dobivenih glasova. Nakon stjecanja gruzijske nezavisnosti Ševardnadze je postao zaokupljen riješavanjem sukoba sa separatistima u autonomoj republici Abhaziji koja se nalazi na sjeverozapadu Gruzije. Kao predsjednik Državnog vijeća poslao je u Abhaziju gruzijske trupe, a kako bi spriječio prodiranje trupa koje podržavaju bivšeg gruzijskog predsjednika Zvijada Gamsahurdie. U srpnju 1993. Ševardnadze je pristao na primirje koje bi nadzirali Rusi. U rujnu iste godine Abhazi su prekršili primirje. Pobunjenici su zauzeli mjesto Sokhumi, glavni grad Abhazije, i natjerali gruzijske snage na povlačenje. S gruzijskim snagama iz područja koje su sada kontrolirali pobunjenici izbjelo je više od 200.000 Gruzijaca. U travnju 1994. Ševardnadzeova vlada je potpisala primirje koje je dopuštalo povratak nenaoružanih osoba u Abhaziju. Prema sporazumu Abkazija bi ostala dijelom Gruzije, ali bi joj bilo dopušteno da ima vlastiti ustav i parlament. Međutim u studenome Abhazija je proglasila nezavisnost i povukla svoj potpis s prethodno potpisanog sporazuma. Kako bi osigurao rusku podrušku u ratu protiv Abhazije Ševardnadze je pristao priključiti Gruziju Zajednici nezavisnih država (ZND) u listopadu 1993. godine.
Ševardnadzeovi politički protivnici protestirali su protiv priključenja Gruzije ZND-u, što je primoralo Ševardnadzea da u studenome 1993. godine osnuje novu političku stranku - Građanski savez Gruzije. Politički protivnici također su mu prigovarali zbog potpisivanja sporazuma o vojnoj suradnji s Rusijom, a koji je Ševardnadze potpisao u veljači 1994. godine. Tim sporazumom Rusiji je jamčeno pravo da na gruzijskoj teritoriji ima svoje operativne vojne baze. U ožujku 1994. Ševardnadze je zatražio obnovu institucije predsjednika države, instituciju koja je ukinuta nakon zbacivanja Gamsakurdije u siječnju 1992. godine. U kolovozu 1995. godine Ševardnadze je zadobio posjekotine i lakše ozljede na rukama i licu kada je u njegovoj blizini eksplodirao auto-bomba dok je napuštao zgradu parlamenta u Tbilisiju. Taj mjesec gruzijska zakonodavna vlast odobrila je novi ustav koji je obnovio instutuciju predsjednika republike. Iako je novi ustav proširo ovlasti predsjednika republike, u odnosu na one koje je imao kao predsjednik Državnog vijeća, one su bile manje od onih kojima se Ševardnadze nadao. Tako npr. predsjednik republike ne može raspustiti parlament, iako se Ševardnadze zalagao za takvo što. U studenome 1995. Ševardnadze je ponovo izbaran za predsjednika Gruzije s više od 70 % dobivenih glasova. Dužnost predsjednika prestao je obnašati u studenome 2003. godine. Umro je u Tbilisiju 7. srpnja 2014. godine.